# (379831) 2011 LL10
(379831) 2011 LL10 es un asteroide perteneciente al cinturón de asteroides, descubierto el 4 de junio de 2011 por el equipo del Catalina Sky Survey desde el Catalina Sky Survey, Arizona, Estados Unidos.

## Designación y nombre
Designado provisionalmente como 2011 LL10.

## Características orbitales
2011 LL10 está situado a una distancia media del Sol de 3,091 ua, pudiendo alejarse hasta 3,372 ua y acercarse hasta 2,811 ua. Su excentricidad es 0,091 y la inclinación orbital 7,829 grados. Emplea 1985,24 días en completar una órbita alrededor del Sol.
Los próximos acercamientos a la órbita de Júpiter se producirán el 13 de diciembre de 2034, el 25 de marzo de 2085 y el 14 de febrero de 2095.

## Características físicas
La magnitud absoluta de 2011 LL10 es 15,66.